# Яковлев, Владимир Дмитриевич (звукооператор)
Владимир Дмитриевич Яковлев — советский звукооператор. Заслуженный работник культуры РСФСР (1976).

## Биография
Владимир Дмитриевич Яковлев — звукооператор киностудии «Ленфильм».

## Фильмография
- 1956 — Крутые горки (Режиссёр-постановщик: Николай Розанцев)
- 1956 — Невеста (Режиссёры-постановщики: Григорий Никулин, Владимир Шредель)
- 1957 — Балтийская слава (Режиссёр-постановщик: Ян Фрид)
- 1958 — Наш корреспондент (Режиссёр-постановщик: Анатолий Граник)
- 1959 — Люди голубых рек (Режиссёр-постановщик: Андрей Апсолон)
- 1960 — Чужая беда (Режиссёр-постановщик: Ян Фрид)
- 1961 — Будни и праздники (Режиссёр-постановщик: Владимир Шредель)
- 1962 — Мальчик с коньками (короткометражный) (Режиссёр-постановщик: Сергей Гиппиус)
- 1963 — Улица Ньютона, дом 1. (Режиссёр-постановщик: Теодор Вульфович)
- 1964 — Пока фронт в обороне (Режиссёр-постановщик: Юлий Файт)
- 1964 — Фро (короткометражный) (Режиссёр-постановщик: Резо Эсадзе)
- 1966 — Мальчик и девочка (Режиссёр-постановщик: Юлий Файт)
- 1967 — Попутного ветра, «Синяя птица» (Режиссёр-постановщик: Михаил Ершов)
- 1968 — Лебединое озеро (фильм-балет) (Режиссёр-постановщик: Аполлинарий Дудко, Константин Сергеев)
- 1969 — На пути в Берлин (Режиссёр-постановщик: Михаил Ершов)
- 1970 — Барышня и хулиган (фильм-балет) (Режиссёр-постановщик: Аполлинарий Дудко)
- 1970 — Ференц Лист. Грезы любви (совместно с Яношем Арато) (Режиссёр-постановщик: Мартон Келети)
- 1971 — Прощание с Петербургом (Режиссёр-постановщик: Ян Фрид)
- 1972 — Дела давно минувших дней… (Режиссёр-постановщик: Владимир Шредель)
- 1974 — Мир Николая Симонова (художественно-публицистический) Владимир Шредель)
- 1975 — Память (ТВ) (Режиссёр-постановщик: Григорий Никулин)
- 1976 — Длинное, длинное дело... (Режиссёр-постановщик: Григорий Аронов)
- 1978 — Чужая (Режиссёр-постановщик: Владимир Шредель)
- 1979 — Необыкновенное лето (ТВ) (Режиссёр-постановщик: Григорий Никулин)
- 1980 — Плывут моржи (Режиссёр-постановщик: Анатолий Васильев)
- 1980 — Поздние свидания (Режиссёр-постановщик: Владимир Григорьев)
- 1981 — 20 декабря (ТВ) (Режиссёр-постановщик: Григорий Никулин)
- 1983 — Средь бела дня… (Режиссёр-постановщик: Валерий Гурьянов)
- 1984 — Три процента риска (Режиссёры-постановщики: Владимир Шредель, Егор Горащенко (Геннадий Полока))
- 1989 — В поисках правды (художественно-публицистический) (Режиссёр-постановщик: Пётр Сатуновский)

## Звукооператор дубляжа
- 1968 — Оператор Кыпс в царстве камней (мультфильм) (Режиссёр-постановщик: Хейно Парс) («Таллинфильм»)
- 1969 — Эх, ты! Ух, ты! Ишь, ты! (мультфильм) (Режиссёр-постановщик: Хейно Парс) («Таллинфильм»)
- 1974 — Эй, вы, ковбои! (Режиссёр-постановщик: Абдулла Карсакбаев) («Казахфильм»)
- 1976 — Соната над озером (Режиссёры-постановщики: Гунар Цилинский, Варис Брасла) (Рижская киностудия)

- 1961 — Макбет (Режиссёр-постановщик: Жорж Шефер) (Великобритания)
- 1968 — Кентервильское привидение (Режиссёры-постановщики: Эва Петельская, Чеслав Петельский) (Польша)
- 1968 — Студенческая любовь (Режиссёр-постановщик: Дьёрдь Сомьяш) (Венгрия)

## Признание и награды
Звукооператор фильма:
- 1968 — Лебединое озеро — Приз «Золотая орхидея» — Гран-при на V МКФ балетных фильмов в Генуе, Италия (1969).